# Nangur National Park
Nangur National Park är en park i Australien. Den ligger i delstaten Queensland, omkring 180 kilometer nordväst om delstatshuvudstaden Brisbane.
Trakten runt Nangur National Park är nära nog obefolkad, med mindre än två invånare per kvadratkilometer.. Närmaste större samhälle är Murgon, omkring 15 kilometer söder om Nangur National Park.
I omgivningarna runt Nangur National Park växer huvudsakligen savannskog. Genomsnittlig årsnederbörd är 1 323 millimeter. Den regnigaste månaden är mars, med i genomsnitt 254 mm nederbörd, och den torraste är september, med 31 mm nederbörd.